# Présent et avenir
Présent et avenir (Gegenwart und Zukunft en allemand) est un livre du psychanalyste suisse Carl Gustav Jung, publié en 1957 (soit quatre ans avant sa mort) et traduit en français en 1962.
Il constitue une analyse du concept de société de masse à la lumière des théories de l'inconscient.

## Contexte
En 1921, Sigmund Freud affirmait que l'épanouissement individuel est menacé dans la mesure où la pression des masses est telle que les humains finissent par perdre le sens de leur identité. 
Bien que s'étant éloigné du fondateur de la psychanalyse dès 1913, pour cause de divergences de vue, Jung s'accorde avec lui sur ce point. En 1957, il livre ses réflexions alors que le monde est le théâtre d'une "guerre froide" entre les pays "capitalistes" (dominés par les États-Unis) et les nations communistes (conduites par l'URSS), conflit idéologique qui culminera quatre ans plus tard, en août 1961 (deux mois après la mort de Jung) avec la construction du Mur de Berlin.
Entre-temps, différents penseurs se sont prononcés sur les comportements des individus dans la société moderne, qu'ils considèrent comme s'étant massifiée. Citons l'Espagnol José Ortega y Gasset (La Révolte des masses, 1929), l'Allemand Hermann Broch, pour qui l'immersion des individus dans cette société massifiée les expose au risque de provoquer des régimes totalitaires (Théorie de la folie des masses, rédigé dans les années 1940 ; publié plus tard), l'Américain David Riesman (La Foule solitaire, 1950), ainsi que les sociologues  Elihu Katz et Paul Lazarsfeld, qui jettent les bases de la psychosociologie en développant le concept d'opinion publique (Influence personnelle, 1955). 
C'est durant ces années 1950 que les sociologues recourent pour la première fois à l'expression "société de masse".

## Résumé
Malgré les apparences d'une émancipation plus grande des individus dans le bloc de l'ouest que dans celui de l'est, Jung estime que les uns comme les autres sont soumis à un profond conditionnement social.

« Les deux camps qui se partagent le monde ont en commun une finalité matérialiste et collectiviste et à tous deux il manque ce qui exprime l'homme en totalité, ce qui le promeut, le construit, le fait vibrer, le rend sensible, c'est-à-dire en bref ce qui met l'être individuel au centre de toute chose comme mesure, réalité et justification. »

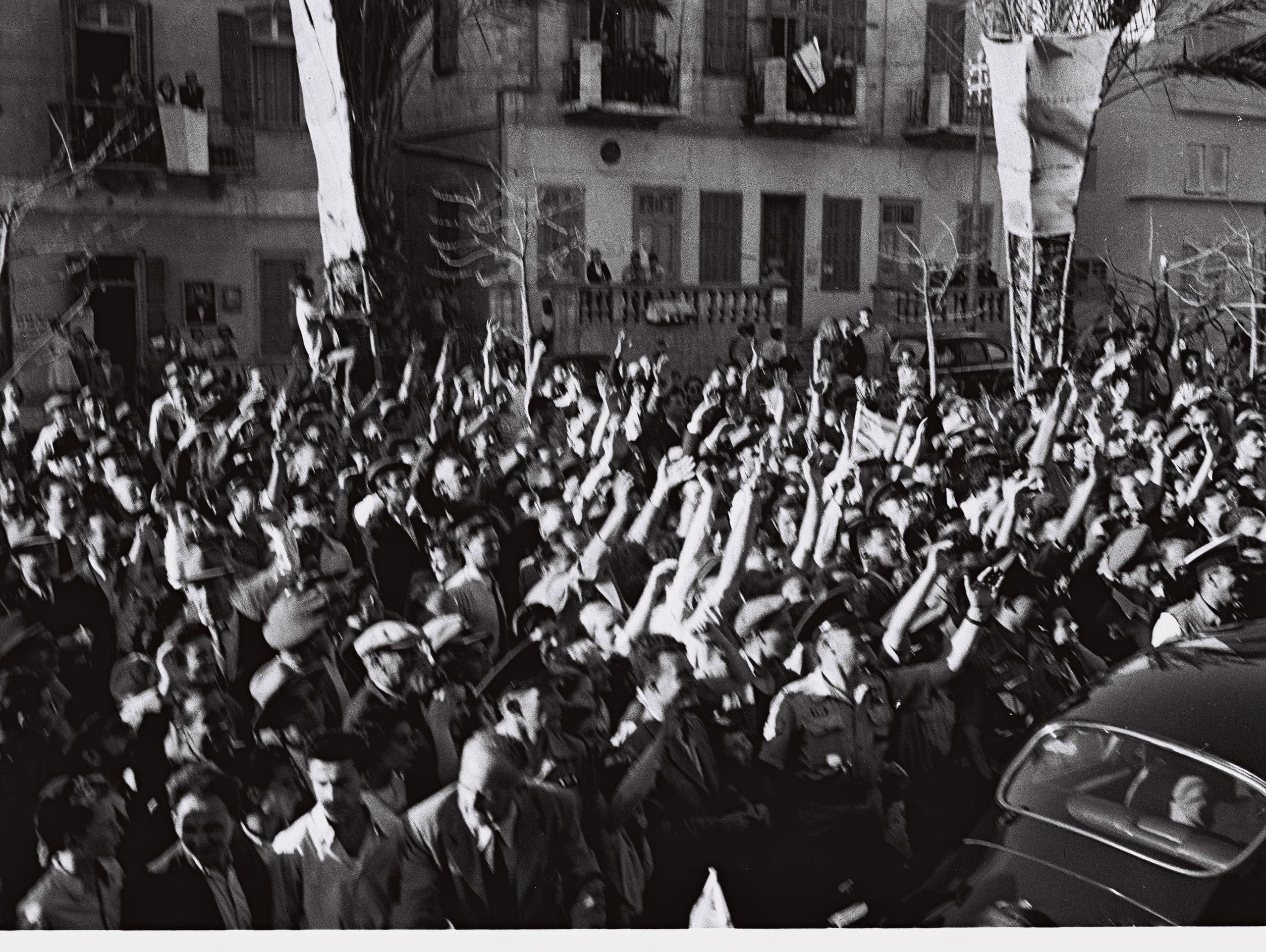
Selon Jung, « plus une foule est grande et plus dévalorisé se trouve l'individu ».
Ici un mouvement de foule en Israël en 1948.

Dans les deux cas, le rationalisme commet les mêmes ravages : dès lors que les individus croient que la science, l'économie et la technique vont les conduire vers « le progrès », ils se coupent de toute vie intérieure et ne se préoccupent plus que de leur confort matériel et de ce qui pourrait leur garantir la sécurité : l'État.
L'expérience religieuse qui, jusqu'alors, permettait aux humains de ne pas se laisser impressionner par les événements extérieurs, se retrouve dévalorisée par les performances scientifiques et techniques mais celles-ci ne sont en définitive que des leurres, des sources d'illusion : elles ne peuvent suffire à procurer aux hommes un sens à leur existence.  
Toutefois, cette perspective réductionniste n'est pas inéluctable. La voie indiquée par Jung pour échapper au déterminisme social consiste à porter le regard vers les « profondeurs » du Soi, afin d'intégrer les énergies qu'il recèle. Cette démarche, qu'il appelle « processus d'individuation », est la condition préalable à tout équilibre entre individu et société.

## Table des matières

### L’individu menacé par la société
C. G. Jung commence son ouvrage par cette question “De quoi l’avenir sera-t-il fait ?” question qui préoccupe continuellement les hommes mais davantage encore lors des “périodes de cataclysmes naturels, de bouleversements politiques ou économiques”. Cette œuvre est justement écrite en plein bouleversement historique et géopolitique, dans un contexte de guerre froide et du Rideau de Fer qui divise l’Europe.
Pour Jung, l’homme a pour tendance générale de confondre “la connaissance de soi avec la connaissance de son moi conscient, que l’on tient pour sa personnalité.” L’individu ayant conscience de son moi croit se connaître mais de façon illusoire puisque le moi ignore ses propres contenus. L’individu se réfère en quelque sorte à autrui pour mesurer la connaissance qu’il a de lui-même “à la moyenne de connaissance de soi qu’il rencontre chez les êtres qui constituent son environnement social, et non aux données psychiques réelles qui pour la plus grande part lui sont cachées”. Si l’individu s’ignore lui-même il ignore également les connaissances scientifiques qui lui ouvriraient le chemin vers cette connaissance. Ce qu’on pense être la conscience du moi n’est alors qu’une connaissance réduite qui “dépend paradoxalement moins de son objet que des facteurs sociaux et des idées en cours sur ce sujet dans la société”.
La connaissance de soi tient à discerner et à reconnaître les données individuelles qui sont des variables infinies. Jung remet en question que la théorie statistique qui sera “pour ce faire le moins utile des instruments. Car plus une théorie prétend avoir valeur et portée universelle, moins elle est susceptible de rendre justice à un fait individuel.” La statistique ne peut rendre justice à la réalité concrète et par ses méthodes devient abstraite parce “qu’elle formule une moyenne idéale qui éteint toutes les exceptions vers le haut et vers le bas et les remplace par une donnée moyenne abstraite. Cette valeur moyenne est valable alors même qu’elle peut ne pas exister concrètement en réalité.” Pour étayer cette idée, Jung prend pour exemple la mesure du gravier dans une carrière. Si l’on fait la moyenne du poids d’un gravier en fonction de leur masse totale et de leur nombre, la probabilité est faible pour que l’on trouve un gravier faisant exactement le poids de la moyenne obtenue au préalable. L’un sera toujours plus lourd et un autre toujours plus léger. Ainsi la moyenne est abstraite et pas réelle. L’image réelle réside dans les exceptions qui ont été mises de côté par la méthode statistique ou qui sont annulées entre elles. La méthode statistique est donc “incapable de nous transmettre une image de la réalité empirique. Elle donne un aspect indiscutable de la réalité, mais elle peut en fausser la vérité effective jusqu’au contre-sens”. La connaissance de soi ne peut pas répondre à des présupposés théoriques uniquement puisque chaque individu constitue en soi une exception. 
La médecine comme culture scientifique reposant essentiellement sur des vérités statistiques est biaisée et en marge du réel concret parce que “le cas individuel est ravalé au rang fictif de phénomène marginal. Or, c’est l’individu qui, en tant que donnée irrationnelle, est le véritable porteur de la réalité. C’est dire que c’est l’individu qui est l’homme concret, par opposition à l’homme normal ou à l’homme idéal qui, lui, est une abstraction, cette abstraction étant la seule base des formulations scientifiques.” La psyché reste donc invisible. 
À cause de ce conditionnement scientifique, des préjugés et de la psyché cachée, l’individu subit une distorsion qui le défigure à lui-même en “réduisant l’image de la réalité aux proportions d’une idée moyenne”. En lieu et place de l’être individuel, les noms des organisations apparaissent et portent la notion abstrait de l’État qui incarne la réalité politique. Le truchement suivant a lieu : la raison d’État remplace la responsabilité morale de l’homme individuel. L’être individuel troque le développement de son individualité pour accomplir une raison d’État, imposée à l’homme par une autorité extérieure, qui le prive de sa capacité morale à prendre des décisions et à faire des choix. Il se retrouve amputé de la responsabilité de sa vie. 
La doctrine de l’État se voulant toute-puissante est aussi administrée et organisée au nom de et par la raison d’État. Au-dessus de ces hauts postes il n’existe pas d’instance contraignante puisqu’ils incarnent la raison d’État même. Ces hommes aux hauts postes sont “les esclaves de leur propre fiction. Or, une pareille unilatéralité est toujours contrebalancée et compensée par des tendances inconscientes subversives”, comme les phénomènes d’esclavage et de rébellion toujours corrélatifs. Jung introduit ainsi l’idée que l’engendrement des dictateurs et tyrans est le fait de la masse : “une masse engendre automatiquement, par compensation de son caractère chaotique et informe, son chef, son “Führer”, qui, pour ainsi dire obligatoirement, succombe à l’inflation dont son moi ne peut pas ne pas être victime”. La force d’inertie d’une masse mise en mouvement doit s’incarner dans la volonté d’un porte-parole qui est obligatoirement un homme.
C’est la dignité de l’individu qui est en danger face à la contamination psychique. L’importance de l’individu est tellement réduite, ses particularités tellement ignorées et son être individuel tant minimisé, que cette importance même de l'individu tend à disparaître, à s’effacer, dès le moment où l’individu s’identifie “au sentiment écrasant de sa petitesse et de sa futilité, et qu’il en perd le sens de sa vie - qui ne s’épuise pas dans la notion de la prospérité publique ou d’un niveau de vie amélioré - il est déjà sur le chemin de l'esclavage d’État et il en est de même devenu sans le savoir et sans le vouloir le promoteur.” A force de regarder vers l’extérieur, l’homme se dépouille de ce qui pourrait l’aider à se défendre contre ses sens et sa raison, soit ce qui est à l’intérieur. La suggestion collective domine tant qu’on ne sait plus distinguer si le message délivré par l’homme politique est le fruit de lui-même, ou, si le message provient de l’opinion collective. 
L’individu est assigné à une fonction de la société. La Société comme l’État sont substantifiés, magnifiés, dotés d’une existence propre et autonome. L’État prenant de plus en plus l’aspect d’une société primitive “en l'occurrence celle du communisme d’une tribu primitive, soumise à l’autocratie d’un chef ou d’une oligarchie.” 

### Le phénomène religieux antidote de la “massification”
Les mouvements sociaux et politiques qui se fondent sur cette fiction visent à se libérer eux-mêmes et à libérer les individus de la masse de toutes les limitations possibles, limitations qui sont pour Jung nécessaires. Les religions font partie des limitations à neutraliser pour ce qu’elles comprennent de données irrationnelles auxquelles les hommes se soumettent, et “qui ne se rapportent pas directement à des conditions sociales et physiques, mais qui émanent bien davantage du fond et de l’attitude psychique de l’individu.” Il devient impossible d’avoir un avis sur quelque chose d’extérieur quand toutes les données viennent justement de l’extérieur. Les religions fourniraient une base aux individus qui les aide à décider, à développer des opinions et à prendre des distances sur l’extérieur. Elles constituent une autorité opposée à celle du “monde”, et communiquent des exigences divines absolues à l’homme qui, aussi dans cette voie, peut se perdre lui-même d’une manière tout autant radicale.  
Jung fait la distinction entre la “confession” et la “religion” : “La confession en effet, par un acte de foi, affirme une certaine conviction collective, alors que le mot religion, lui, exprime une relation subjective du sujet avec certains facteurs métaphysiques, extra-temporels. La confession, pour l’essentiel, est une profession de foi à la face du monde, et, de ce fait, une affaire temporelle, alors que le sens et le but de la religion résident dans la relation de l’individu à Dieu (Christianisme, Judaïsme, Islam) ou dans la recherche de la libération (Bouddhisme).” La responsabilité individuelle devant Dieu (la religion) s’efface pour une morale conventionnelle (la confession) et l’embrasser relève plus du social que de la religion.
Les confessions sont de plus en plus codifiées, fortifiées par leur doctrine, et leur extériorité est si forte que leur essence religieuse se perd. Les Églises n’assument plus de façon suffisante leur tâche : acheminer l’être individuel dans la renaissance en esprit. La confession estime le degré d’engagement religieux subjectif à l’ardeur de la doctrine traditionnelle. La confession coïncide avec l’Église d’État en formant une institution publique qui regroupe des vrais croyants et des croyants par habitude et tradition, soit indifférents au religieux.
Pour Jung, l’autonomie, la liberté de l’individu, se fonde sur la conscience empirique “c’est-à-dire l’expérience indiscutables d’une interrelation on ne peut plus personnelle entre l’homme et une instance qui n’est pas du monde, relation qui seule est capable de faire contrepoids au monde et à ses raisons.”
L’État met les moyens éducatifs, laïcs et organisés, pour amener l’homme à la raison, au concret, au rationnel, et accorde l’existence légitime aux seuls individus qui acceptent d’être une unité de l’État. Pour s’affirmer devant l'État sans embrasser sa logique, l’homme doit avoir recours à son expérience intérieure pour se sauver de la masse collective et de ses suggestions.
Si l’État dictatorial absorbe l’individu qui se dissout dans la masse, il a aussi le pouvoir d'accaparer les forces religieuses de l’homme. L’État se met à la place de Dieu “et c’est pourquoi, dans cette optique, les dictatures socialistes sont des religions au sein desquelles l'esclavage d’État est un genre de culte divin.” Mais cette substitution n’est pas sans effet car psychologiquement vont se produire des réflexions, des réactions. L’État tend à détruire ce doute pour éviter le conflit ouvert avec la “massification” et maintenir la fiction d’État. Le fanatisme apparaît alors comme mouvement de surcompensation pour réduire et détruire toute sorte d’opposition, en érigeant la raison d’État en profession de foi, avec un chef devenu demi-dieu, héros ou martyr, dès lors “il n’existe plus qu’une vérité, hors de laquelle point de salut. Elle est infaillible et par-delà toute critique”. 
Avec l'État comme principe suprême, englué dans la masse, la fonction religieuse de l’individu anonymisé est noyée dans le tourbillon alors même qu’elle permet de conserver l’équilibre psychique. 
Si la fonction de la magie ou de la religion a depuis toujours apporté réconfort et assistance à l’homme, l’État reprend ses symboles et ses rites pour montrer sa puissance en suggérant un sentiment collectif de sécurité, qui, contrairement à la religion, ne “fournit à l’individu aucune protection contre ses démons intérieurs.” ce qui va renforcer son attachement à la masse, à l'État, succombant ainsi pleinement aux influences collectives auxquelles il s’adonnera intérieurement. Quand un État prend de telles proportions, il prépare le chemin de la tyrannie en transformant la liberté de l’individu en esclavage physique et spirituel.
Les buts religieux (libération du mal, absolution des péchés, accès au paradis) transformés en promesses sociales et économiques (justice sociale, droit du travail en faveur des employés, meilleur niveau de vie) sont encore une analogie. La “massification” donne un but extra-temporel résumant la destinée humaine à une croyance uniquement terrestre. Seulement, la fonction religieuse est si ancienne et constitutive de l’humain que même passée sous silence, elle resurgit tôt ou tard comme dans l'État dictatorial : “L’État dictatorial a non seulement détruit les fondements du droit citoyen, mais il l’a en outre privé de ses bases spirituelles en le dépouillant de la justification métaphysique de son existence.” En effet, le manque d’équilibre est compensé par l’idée ou l’espoir d’une vie idéale communautaire mais dont la valeur n’est que la moyenne intellectuelle et morale des êtres la composant, ce qui ne peut pas la conduire au-delà de sa propre suggestion.

### L’Occident face aux problèmes religieux
Le danger réel pour l’État ne peut venir que de l’extérieur ce dont il se protège en assemblant des arsenals guerriers. Ces arsenals atteignent de telles dimensions que le risque réel d’attaque armée venant de l'extérieur est largement réduit. En ajoutant à cela la puissance économique des États occidentaux, rien ne suffit à rassurer complètement puisqu’elles ne savent arrêter l”l’infection psychique propagée par un fanatisme religieux”. Pour lutter contre cette contamination psychique une attitude religieuse à la foi puissante serait la seule protection suffisante et efficace, mais “il manque en Occident une telle croyance solide et cohérente, susceptible de barrer la route à une idéologie fanatique”. C’est tout le paradoxe des confessions qui doivent servir deux intérêts antinomiques, deux parties littéralement opposées. D’un côté, elles doivent leur existence à la relation homme-Dieu et ont aussi leurs obligations vis-à-vis de l’État.
De ce paradoxe vient le choc entre la croyance et le savoir “il apparaît que l’irrationalité de la première n’est plus en mesure de résister à la raison du second. Caf la foi n’est pas un produit de remplacement suffisant pour supplée valablement au manque d’expérience intérieure.” A tort, on prend la croyance comme le propre de l’existence religieuse alors que c’est l’expérience religieuse qui est à l’origine de la foi. La croyance n’est que secondaire. 
La compréhension symbolique de la religion est soudainement écartée au profit d’une mythologie à prendre au pied de la lettre, au mot à mot, alors “les croyants sont de plus en plus tentés de s’y fermer et de la refuser complètement”. C’est la soumission à cette foi qui est exigée, l’individu est dépourvu de sa liberté devant Dieu et Devant l’État.
Le tableau de la grandeur humaine est tissé d’illusions. L’homme demeure à la fois victime et esclave des moyens de production et des machines qui font pour lui la conquête de l’espace et du temps. Paradoxalement, il est menacé en permanence par la puissance de ces machines et de ces techniques alors qu’elles devraient le rassurer et le protéger. 

### L’individu et la compréhension de soi-même
L’homme est réduit au rôle de quantité négligeable et il demeure à lui-même une énigme, un mystère. Le travail sur soi de l’homme est d’autant plus difficile puisque son caractère unique et ses différences par rapport aux autres espèces, l’empêche de pouvoir se comparer ou de puiser des références éclairantes sur sa propre condition. La psyché qui se dérobe participe bien évidemment à ce mystère tant il est périlleux d’aborder même son sujet, et que son caractère d’épiphénoménalité est tout particulier à saisir. 
Il n’en est pas moins que la psyché est un principe cosmique selon Jung en ce que “La structure et la physiologie du cerveau ne permettent pas d’expliquer le processus de la conscience. La psyché possède une particularité que l’on peut ramener ou réduire à rien d’autre ou à rien de comparable. Elle incarne, comme la physiologie, un domaine d’expérience relativement clos auquel il faut conférer une importance toute particulière, parce qu’il inclut l’une des deux conditions indispensables de l’être, à savoir le phénomène de conscience.” Sans la conscience qui est une condition de l’être, le monde pour ainsi dire n’existe pas vraiment. C’est seulement quand il est consciemment réfléchi et nommé par une psyché qu’il existe. La psyché domine et administre tout et l’homme est son incarnation. 
L’âme individuelle par son individualité même est une exception à la méthode statistique de l’instance scientifique qui l’en prive pourtant. Pour les confessions religieuses officielles, l’âme individuelle n’a de valeur que si l’individu prononce une profession de foi pour un dogme en particulier “c’est-à-dire dans la mesure où elle se soumet à une catégorie collective.” C’est donc à la fois l’autorité scientifique et l’autorité confessionnelle qui stigmatisent l’individualité en la percevant comme un entêtement égoïste, ou encore, comme un désir d'affirmation de soi-même anarchique. La religion condamne moralement l’individualité pour être un hérétisme ou de l'orgueil. La science elle taxe l’individualisme de subjectivisme. 
En opposition des autres religions, le christianisme propose un processus d’individuation symbolique contenant la conduite individuelle de l’homme et du fils de l’homme comme “l’incarnation et la révélation de Dieu lui-même”. L’homme est ainsi la réalisation de lui-même mais selon Jung, la portée de cette signification n’est pas possible à intégrer puisque trop d’éléments obstruent ce cheminement intérieur. 
Toutefois, l’indépendance et l’autonomie resteraient un désir profond des individus ce qui d’ailleurs les aident à “survivre moralement et spirituellement à l’oppression collective.”
Jung reprend Freud qui “exprimait sa conviction que l’inconscient pourrait avoir encore pas mal de choses à nous révéler, des choses qu’il faudrait interpréter sur le “plan occulte”” pour Jung il s'agit là des “restes archaïques” qui sont des formes archétypiques reposant sur les instincts et qui s’expriment. Ces vestiges archaïques ont des qualités “numineuses” qui génèrent peur et angoisse à l’intérieur de l’individu. Ils ne peuvent être enlevés ou retirés de l’individu, ils font partie de lui et au plus le sujet les niera, au plus ils surgiront à un moment ou à un autre parce qu’ils échappent à toutes mesure de l’intellect. C’est cette méfiance “à l’adresse de la psyché inconsciente qui est le principal obstacle non seulement à la connaissance de soi-même, mais aussi à la compréhension de soi-même, mais aussi à la compréhension et l’expansion des connaissances psychologiques.”
Jung écrit également à propos des "réformes" de la psychologie d'orientation scientifique et de la psychologie médicale qui sont selon lui à effectuer pour permettre autant au médecin qu'au sujet de cheminer vers la connaissance de soi; 
Les idéaux tels que liberté, égalité et fraternité ont été vidés de leur sens, ils n’évoquent rien et ne sont d’aucun secours pour l’homme “car il ne peut adresser ses appels qu’à ses propres bourreaux, les représentants de la masse.” Pour résister à la masse l’individu se doit d’être aussi organisé à l'intérieur de lui-même que peut l’être la masse, pour résister à l’attraction collective. L’individu a oublié qu’il est un microcosme, notion répandue au Moyen Âge, alors qu’elle est représentative de la psyché et donc innée en lui. Dès lors, il est d’autant plus difficile de trouver un but et un sens unique et homogène à sa vie, ou alors au prix d’un refoulement sévère qui finira par resurgir, alors que la psyché humaine reflète une dualité, des oppositions et des contradictions permanentes indéracinables ce qui impose à l’homme des buts et des sens multiples à sa vie qui ne sont pas donc pas homogènes. 
Les confessions dont l’investissement dogmatique est fort et les États dictatoriaux visent, en opposition à la nature de la psyché humaine, à donner un principe ou une direction unique, instrument de “massification”. La synthèse entre la vie intérieure et la vie extérieure ne peut pas alors se produire. Cette synthèse pourrait être proposée par les religions mais ne joue pas ce rôle et “notre conception du monde, née du christianisme, s’est révélée impuissante à empêcher l’irruption d’un ordre social archaïque tel que le communisme.”
L’instinct est originel et vient du fond des âges : c’est l’archétypique. Selon Jung, la connaissance humaine tient à l’adaptation dans chaque cas particulier des formes représentatives originelles données a priori. Pour conserver l’existence, les formes archétypiques atteignables par l’homme doivent être modifiées en des “représentations qui correspondent et s’harmonisent aux nécessités des temps nouveaux”.

### Conception philosophique du monde et conception psychologique de la vie
La marche du monde, des États et des hommes “massifiés” font état d’une rationalité croissante. Si la philosophie de l’Antiquité était une véritable forme de vie, elle n’est plus aujourd'hui qu’une affaire intellectuelle. Selon Jung, la conception moderne de la vie ne tient “plus compte du développement de l’esprit au cours des cinq derniers siècles.” Le rationalisme s’est immiscé partout et dresse la critique de toutes les croyances littérales, de toutes les pensées irrationnelles, ceci d'une manière paradoxale puisque toutes les confessions enseignent une doctrine dont la symbolique a une vie propre. La théologie est devenue ennemie de la symbolique et condamne le mythe, ce dont l’amplification de la faille entre le savoir et le croire est un fait parlant et clair. Il s’agit “d'un symptôme de la dissociation de la conscience qui caractérise l’état mental perturbé de notre époque.” A remplacer la société moderne par l’homme, on y verrait une perturbation névrotique. 
L’homme est écartelé à l’intérieur de son être, comme divisé en deux parties, chacune tirant de son côté, alors que l’homme est un microcosme social, la personnalité individuelle est une unité irréductible de vie, le seul vecteur concret de vie et instantané. A contrario, l’État et la société demeurent des idées conventionnelles, sans réalité concrète, toujours abstraite, parce qu’elle sont incarnées par la masse. 
Comme évoqué au premier chapitre, les termes de “Société” et “État” se sont personnifiés. Au niveau commun “l’État est devenu, bien plus que n’importe quel roi des temps passés, le dispensateur inépuisable de tous les biens : l’État est invoqué, il est rendu responsable, il est mis en accusation, etc.. La société, elle, se trouve élevée à la dignité de principale éthique suprême ; on va même jusqu’à lui attribuer des qualités créatrices.” 
Quand le Verbe est pris ou mot-à-mot se développe la croyance dans le mot. Les mots subissent ainsi des transformations radicales, et deviennent des valeurs générales, tant et si bien qu’ils vont jusqu’à perdre leur lien originel et leur sens symbolique premier. Ce glissement sémantique annule de plus la fusion du mot avec la personne divine. 
C’est dans la croyance dans le mot que naît la propagande puisque le mot se transforme en un slogan qui agit comme un envoûtement. Un élément indispensable au mensonge. Ainsi “le Verbe qui était originellement messager de l’unité des hommes et de leur rassemblement dans la personne du grand homme unique, est devenu à notre époque source de suspicion et de méfiance de tous contre tous.” Tout à la fois le mot est devenu le pire des maux et la source de renseignements, la référence, pour que l’homme névrosé trouve consolation ou bien détruise les pensées irrationnelles lui venant de l’intérieur.
L’homme repose très probablement sur une base instinctuelle. C. G. Jung identifie deux instincts fondamentaux dans l’inconscient en sommeil : l’instinct de conservation, la sexualité, et l'instinct d’affirmation de soi-même, la volonté de puissance. L'objet principal auquel s’attache le jugement moral est d’éviter autant que possible la collision et les conflits entre ces deux instincts. Pour définir davantage l’instinct l’auteur le décrit avec deux aspects principaux “il est d’une part facteur dynamique et d’autre part sens spécifique ; il exerce une poussée et témoigne d’une intentionnalité.” L’instinct est une sorte de force qui pousse spontanément à accomplir toute chose. 
Cette dynamique de l’instinct se réduit avec la capacité d’apprendre qui rend l’homme “étranger au plan fondamental de ses instincts.”  et le déracine. La capacité d’apprendre se révèle comme une impulsion propre, qui transforme progressivement les comportements humains en faisant l’homme s’identifier à la connaissance partielle qu’il a de lui-même, en excluant l’inconscient. Le phénomène s’accomplit pleinement quand l’homme s’oublie lui-même, préférant la conception qu’il s’est fabriqué de lui-même à la réalité concrète de sa propre nature instinctive. 
Oublier cette nature instinctive conduit l’homme moderne au conflit inévitable entre le conscient et l’inconscient, l’esprit et la nature, le savoir et la croyance. La rupture arrive lorsque le conscient n’a suffisamment plus d'énergie ou de moyens pour oppresser la nature instinctive qui, bien que passée sous silence, est toujours bien vivace dans l’inconscient. Alors “l’accumulation d’individus qui ont atteint ce stade critique déclenche un mouvement de masse qui se donne l’allure d’être le défenseur des opprimés. Conformément à la tendance consciente régnante, qui est de chercher dans le monde extérieur la source de tous les maux”. Pour résoudre ce conflit, le mouvement exige des modifications politico-sociales qui n’apporteront que des solutions vagues et abstraites à des problèmes beaucoup plus profonds, enfouis mais bien concrets. 
Pour cette raison instinctive, selon Jung, le réel danger que court alors l’Occident ne vient plus de l'extérieur mais bien de l’intérieur. Animée par une philosophie qui refuse l’idée d’une noirceur à l’intérieur, qui refuse d’admettre la part d’ombre que chacun porte en soi et qui se reflète dans la société et dans l'État, l’Occident est en passe de perdre son ombre, de sentir le sol s’écrouler sous ses pas. Négliger à ce point les instincts ne peut avoir que des conséquences fâcheuses physiologiques et psychologiques, et c’est justement pour les annihiler que l'on fait appel aux médecins. L’inconscient aura en quelque sorte sa vengeance.

### La connaissance de soi
Pour apporter des précisions sur l’inconscient et Dieu, Jung écrit “en aucune manière ce qui est désigné comme l’inconscient soit pour ainsi dire identique à Dieu ou encore que l’inconscient se substitue à Dieu. L’inconscient est le milieu d’où semble à nos yeux jaillir l’expérience religieuse. Quelle est la cause la plus lointaine de telles expériences ? Prétendre apporter réponse à cette question dépasse les possibilités humaines de connaissance. La connaissance de Dieu est et demeure un problème transcendantal.” 
Selon Jung chacun peut se rapprocher de l’inconscient, de la psyché, de ce lieu dissimulé où se créent de telles expériences. Quand bien même si l’homme est “massifié” il reste dans l’attente, avouée ou non, de cette rencontre de l’expérience vécue éclairante, celle du numineux. Cependant l’auteur ne s’illusionne sur de la volonté effective qui pousserait les unités individuelles d’une masse à interroger leur inconscient et leur psyché : “les choses ont peu de chances d’aller au-delà d’un pieux désir, car l'exigence et la nécessité d’une connaissance de soi-même est impopulaire à l'extrême, elle a des relents d’idéalisme suranné, elle pue la morale et tourne en définitive autour de cette ombre psychologique, que l’on s’efforce de nier et dont, à tout le moins personne ne parle volontiers. La tâche qui s’impose à notre époque est tellement difficile qu’elle semble quasiment impossible.”

Les hommes ne peuvent se situer en dehors de l’ombre collective de l’humanité. Même si une action abominable s’est déroulé des années ou des générations avant, son souvenir reste un symptôme de la disposition au mal existant en tout et en chaque homme. D’ailleurs, “il est prudent de savoir que l’on possède une “imagination dans le mal”, car seul l’imbécile croit pouvoir se permettre d’ignorer et de négliger les conditionnements de sa propre nature” et rien n’est plus à redouter que cette négligence envers soi. Négligence qui rend strictement impossible la connaissance du soi réelle.
Sans assumer sa part d’ombre et donc de celle de l’humanité, l’homme a tendance à projeter le mal ressenti à l’intérieur qu’on ne veut ou ne saurait pas voir vers l’extérieur, vers “l’autre”. Ce processus projectif de la méchanceté vers “l’autre” amène tout naturellement la peur, la crainte de l’autre ce qui rend aux yeux de l’homme “l’autre” comme quelqu’un d’encore plus dangereux, d'encore plus méchant, puisque la pression ressentie est décuplée. Ainsi, l’homme se dispense davantage de lucidité et de perspicacité psychologique puisqu’il apprend encore moins à connaître le mal, donc à se connaître lui-même. 
Si l’homme parvient à se convaincre que le mal n’a pas son siège dans la nature humaine, se penchant en sortira davantage vainqueur à l’intérieur du sujet puisque “le mal peut alors pénétrer sur la scène psychologique comme partenaire d’égale dignité du bien.”
Pour corriger sa projection de la méchanceté sur autrui et autres conflits, l’autocritique de l’individu reste une entreprise délicate car ce n’est pas par l'impératif “que l’on peut amener un être à prendre conscience de ses projections. Car l’autre ne reconnaît ni ne discerne ses projections en tant que telles, tout aussi peu qu’on le fait couramment soi-même.” La notion d'exactitude des faits devient d’emblée quasiment impossible. 
L’autocritique est aussi un concept d’usage dans les États d’orientation marxiste mais qui est esclave de la raison d’État. La “massification” n’a pas pour fonction de favoriser la compréhension mutuelle des unités individuelles de la masse. Son objectif n’est autre que se fortifier elle-même en séparant toujours davantage les hommes en eux-mêmes et entre eux : “Plus les individus sont désagrégés les uns par rapport aux autres, moins ils sont enracinés dans des relations stables, plus ils sont susceptibles de se raccrocher à l’organisation étatique, plus celle-ci peut se densifier et vice versa.” 
Tel est l’usage de l’autocritique alors qu’apprendre à connaître et accepter sa part d’ombre achemine vers “une modestie qui est nécessaire à la reconnaissance des imperfections.” Reconnaître cela est la base de l'établissement de la relation humaine qui “repose bien plus sur ce qui dans l’être est imparfait, faible, ce qui a besoin de secours et de soutien, sur tous ces éléments qui sont le fondement et le motif de la dépendance.” 
Les relations interpersonnelles sont rongées par la méfiance généralisée, tuées dans l’œuf pour ce qu’elles ne contiennent ni sincérité ni humilité, état dû à la méconnaissance de soi, la non acceptation des instincts et de l’ombre innée, intérieure comme extérieure. Les hommes “massifiés” sont isolés “ce qui cadre avec le but et l’intention de l’État dictatorial, qui repose sur l’amoncellement aussi massif que possible d’unités sociales impuissantes.” Il ne change pas que la société a besoin d’affectivité, de contact et de rapports, de liants comme la charité ou l’amour chrétien du prochain, amour du prochain qui “subit les plus grands dommages du fait de projections” minant la compréhension mutuelle. 

### La connaissance de soi, axe de l’avenir
C. G. Jung fait référence à ce que les primitifs appellent la « mana » qui est développement de la conscience, influence volontaire sur l’inconscient d’autrui. En effet, ce qui à la portée de l’homme volontaire et du médecin repoussant les limites de la « massification » psychologique c’est de participer à l’évolution et à la transformation d’individus qui auront eux-aussi à leur tour une influence éclairante sur leur entourage ou sur les êtres proches psychologiquement d'eux. 
L’esprit inconscient du temps est aussi évoqué comme force qui “compense l’attitude du conscient et qui anticipe intuitivement sur les modifications à venir” et dont l’art moderne constitue un exemple fort et puissant puisqu'il dissout et détruit des notions et des concepts esthétiques dominants jusqu’ici. L’œuvre séductrice fécondée par le mythe comme processus symbolique de l’inconscient est remplacée par l’abstraction froide qui change l’expérience sensible de l’art, par une tendance ressemblant à un nihilisme avec pour fonction la décomposition, la déconstruction. Selon Jung “nous vivons précisément à l’époque de la “Métamorphose des Dieux”, c’est-à-dire de la métamorphose des principes et des symboles de base.” Le mythe protecteur de l’homme se décompose sans que l’homme en ait conscience, participant à la mise en scène d’une fin du monde. 
Jung place le bonheur et la satisfaction comme des états d’âmes ayant pour fonction l’équilibre psychique et le sens de la vie dont seul l’homme peut faire l’expérience, pas l’État, alors que ce sont justement les circonstances sociales et politiques d’une époque qui sont considérées comme les indicateurs du bonheur et de la satisfaction des individus. 

## Extraits
- « (De plus en plus) la responsabilité morale de l'individu est remplacée par la raison d'État. (...). À la place d'une différenciation morale et spirituelle de l'individu surgissent la prospérité publique et l'augmentation du niveau de vie. Dans cette perspective, le but et le sens de la vie individuelle ne résident plus dans le développement et la maturation de l'individu, mais dans l'accomplissement d'une raison d'État, imposée à l'homme du dehors (...). L'individu se voit de privé de plus en plus des décisions morales, de la conduite et de la responsabilité de sa vie. En contrepartie, il est — en tant qu'unité sociale — régenté, administré, nourri, vêtu, éduqué, logé dans des unités d'habitation confortables et conformes, amusé selon une organisation des loisirs préfabriquée... l'ensemble culminant dans une satisfaction et un bien-être des masses, qui constitue le critère idéal. »[45]
- « Quiconque ne regarde que vers l'extérieur et les grands nombres se dépouille de tout ce qui pourrait l'aider à se défendre contre le témoignage de ses sens et contre sa raison. Or c'est malheureusement ce que le monde entier est en train de faire. »[46]
- « L'homme qui n'est pas ancré dans le divin n'est pas en état de résister, par la seule vertu de son opinion personnelle, à la puissance physique et morale qui émane du monde extérieur. »[47]
- « L'État s'est mis à la place de Dieu et c'est pourquoi, dans cette optique, les dictatures socialistes sont des religions au sein desquelles l'esclavage d'État est un genre de culte divin. »[48]
- « Le but religieux, libération du mal, réconciliation avec Dieu et récompense dans l'au-delà, se transforme sur le plan étatique en promesses d'ici-bas : libération des soucis du pain quotidien, répartition équitable des biens matériels, bien-être général dans un futur pas trop lointain, réduction des heures de travail. »[49]
- « L'homme est l'esclave et la victime des machines qui conquièrent pour lui l'espace et le temps. Il est opprimé et menacé au suprême degré par la puissance de ses techniques de guerre qui devraient protéger et assurer son existence physique. »[50]
- « La religion constitue une attitude instinctive propre à l'Homme, dont on peut retrouver les manifestations à travers toute l'histoire de l'humanité et de l'esprit. De toute évidence, une de ses fonctions est de maintenir l'équilibre psychique, car l'homme naturel sait tout naturellement que ses fonctions conscientes peuvent être à tout moment modifiées, affectées, contre-carrées, aussi bien de l'extérieur que de l'intérieur, par des facteurs incontrôlables. »
- « Tout... dépend de la psyché humaine et de ses fonctions... Il suffit d'une perturbation presque imperceptible dans l'équilibre de quelques-unes de ces têtes, qui mènent le monde pour le plonger dans le sang, le feu et la radioactivité. »
- « Seul peut résister à une masse organisée le sujet qui est tout aussi organisé dans son individualité que l'est une masse. »[51]